# Liste der Naturdenkmale in Rheinbrohl
Die Liste der Naturdenkmale in Rheinbrohl nennt die im Gemeindegebiet von Rheinbrohl ausgewiesenen Naturdenkmale (Stand 9. Oktober 2013).

## Naturdenkmale
| Nr.         | Bezeichnung | Lage                           | Beschreibung | Bild            |
| ----------- | ----------- | ------------------------------ | ------------ | --------------- |
| ND-7138-383 | Eiche       | Hauptstraße, hinter Nr. 3 Lage | Quercus sp.  | Fotos hochladen |